# La dama de Shanghái
La dama de Shanghái (The Lady from Shanghai) es una película de cine negro de 1947 dirigida por Orson Welles en la que trabajan el mismo Welles, su esposa Rita Hayworth y Everett Sloane. El guion, también de Welles, se basa en la novela If I Die Before I Wake, de Sherwood King.

## Trama
Michael O'Hara (Orson Welles) conoce a Elsa (Rita Hayworth), una hermosa rubia, mientras ella pasea en un carruaje tirado por caballos en Central Park. Cuando tres delincuentes atacan el carruaje, Michael la rescata y la acompaña hasta su casa. Michael le cuenta que es marino de profesión y se entera de que Elsa y su esposo, el famoso abogado defensor criminalista Arthur Bannister (Everett Sloane), baldado, acaban de llegar a la ciudad de Nueva York provenientes de Shanghái. Se encuentran de paso hacia San Francisco por el Canal de Panamá. Michael, atraído por la belleza de Elsa, acepta enrolarse como marinero en el yate de Bannister.
Luego de levar anclas, se les une a bordo George Grisby (Glenn Anders), abogado socio de Bannister. George propone que Michael lo «asesine» de forma ficticia, se trata de simular su propia muerte y poder cobrar su seguro de vida. Como compensación Grisby promete dar a Michael 5 000 dólares y explica que aunque en realidad no estará muerto, su cuerpo debe desaparecer, así Michael no podrá ser condenado por homicidio (de acuerdo al principio de corpus delicti que prevalecía en la época). Michael accede a este plan, pensando en utilizar el dinero para huir con Elsa, de la que está locamente enamorado. Grisby hace que Michael firme una confesión.

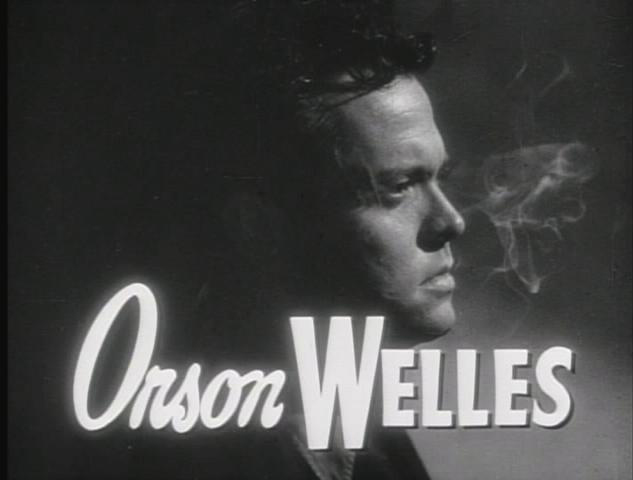
Presentación de O. Welles en el reclamo de la película.

Antes del crimen, Sydney Broome (Ted de Corsia), un investigador privado que ha estado siguiendo a Elsa por órdenes de su marido, encara a Grisby. Broome conoce el plan de Grisby: asesinar a Bannister, acusar a Michael del crimen y no aparecer como sospechoso al pretender que él mismo ha sido asesinado. Grisby dispara a Broome con la pistola de Michael. Michael sin estar al tanto de lo sucedido, continúa con el plan del «asesinato ficticio» esa noche y despide a Grisby que parte en una lancha a motor; luego Michael dispara tres tiros al aire para atraer la atención de testigos. Mientras tanto, Broome, herido de gravedad, se dirige a Elsa en busca de ayuda y le advierte que Grisby está intentando matar a su esposo.
Pensando que el plan ha sido cancelado, Michael llama por teléfono a Elsa para informarle, y se sorprende cuando el teléfono es atendido por Broome. Las palabras póstumas de Broome son para alertar a Michael de que Grisby le está tendiendo una trampa. Michael corre hacia la oficina de Bannister, allí encuentra a Bannister aún con vida y descubre que la policía se está llevando el cadáver de Grisby. La policía rápidamente encuentra la prueba de que Michael fue el asesino, incluyendo la confesión, y se lo llevan detenido.
En el juicio, Bannister se ofrece a ser el abogado defensor de Michael, y considera que el caso es más probable se pueda ganar si Michael se declara culpable de homicidio justificado, ya que existen muchas pruebas en contra de su cliente. Al avanzar el juicio Bannister se entera del enamoramiento de su esposa y Michael y, por lo tanto, empieza a preferir perder el caso. Michael le dice a Bannister que conoce la verdadera identidad del asesino de Grisby, y en ese momento logra escapar del juzgado fingiendo un intento de suicidio justo antes de que se anuncie el veredicto. Elsa lo sigue y los dos se esconden en un teatro en Chinatown. Elsa llama a su sirviente chino, para que los ayude. Mientras Michael y Elsa esperan fingiendo observar el show, Michael confiesa a Elsa que sabe que es ella quien ha matado a Grisby y ahora quiere matarlo a él. Llegan los amigos chinos de Elsa y se llevan a Michael, inconsciente, a un parque de atracciones cerrado por fin de temporada. Cuando despierta, descubre que Grisby y Elsa han estado planeando el asesinato de Bannister y preparando todo para culparlo a él, pero que la presencia de Broome arruinó el plan y obligó a Elsa a matar a Grisby para así protegerse.

## Reparto

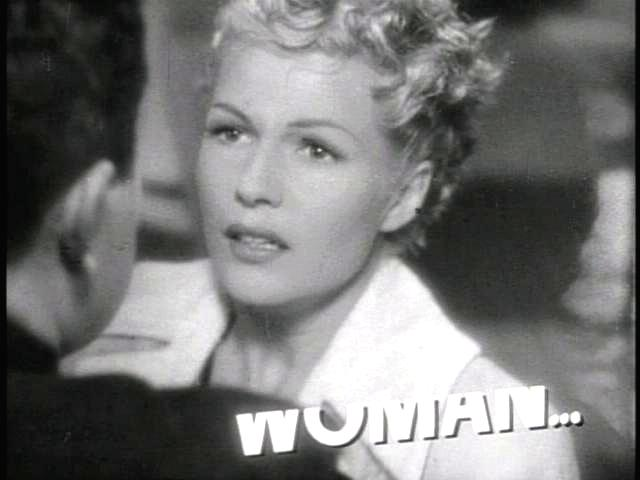
Rita Hayworth en un fotograma del reclamo de la película.

- Rita Hayworth: Elsa "Rosalie" Bannister.
- Orson Welles: Michael O'Hara.
- Everett Sloane: Arthur Bannister.
- Glenn Anders: George Grisby.
- Ted de Corsia: Sidney Broome.
- Erskine Sanford: el juez.
- Gus Schilling: "Goldie" Goldfish.
- Carl Frank: el fiscal del distrito Galloway.
- Louis Merrill: Jake.
- Evelyn Ellis: Bessie.
- Harry Shannon: el conductor del taxi.